# Leuchtturm Marienleuchte
Der Leuchtturm Marienleuchte dient als Quermarken- und Orientierungsfeuer für die Schifffahrt im Fehmarnbelt. Er befindet sich etwa 1,3 Kilometer südöstlich vom Fährbahnhof Puttgarden im Nordosten der Insel Fehmarn. Der rot-weiß gestreifte Stahlbetonturm übernahm 1964 die Funktionen des benachbarten Klinkerbaus von 1831/32.

## Der alte Turm

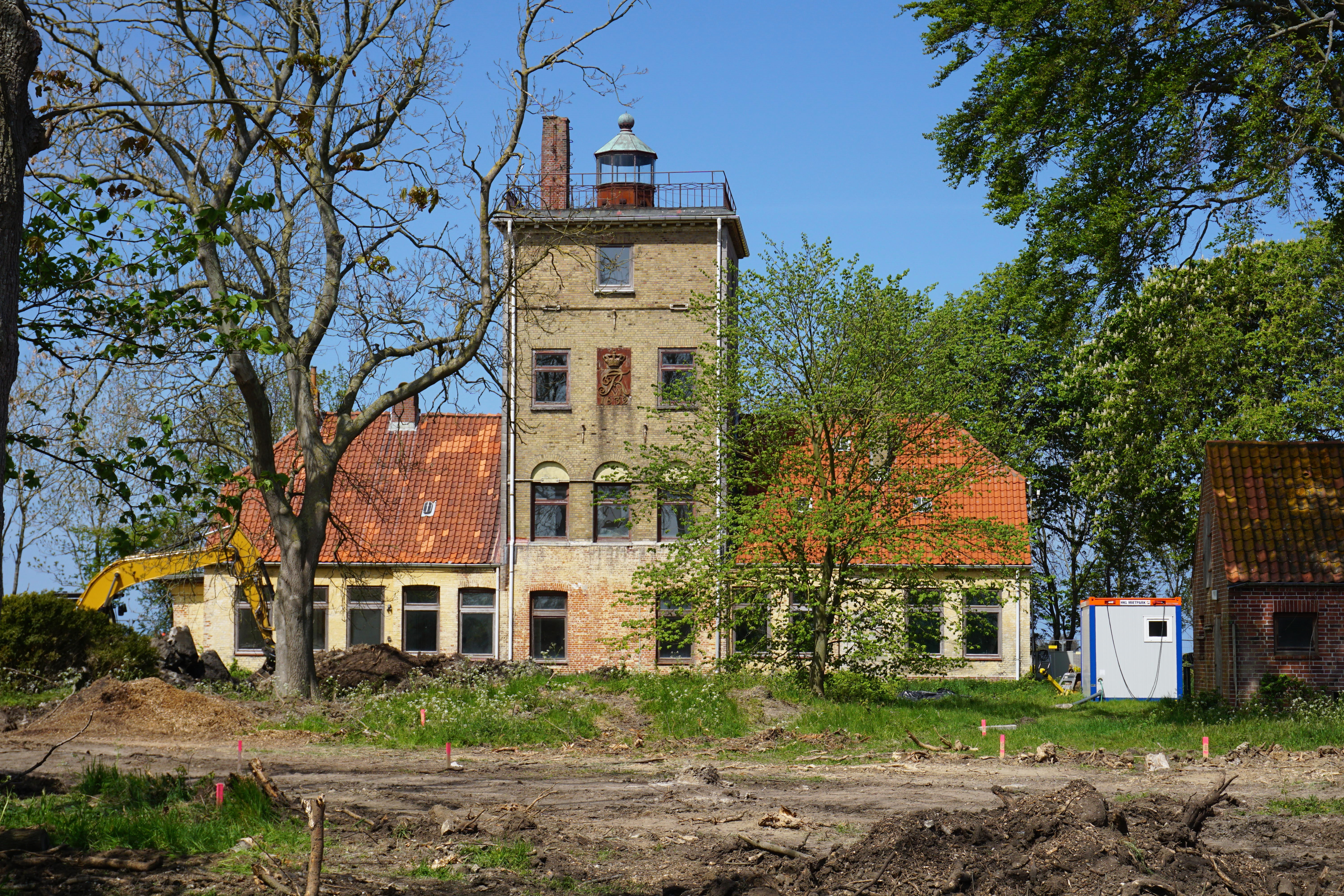
Der alte Leuchtturm nach dem Baubeginn für das Ferienimmobilienprojekt „BeltBlick Fehmarn“

Der Leuchtturm Marienleuchte wurde 1831/32 errichtet und am 28. Oktober 1832 in Dienst gestellt. Er ersetzte eine an dieser Stelle unterhaltene Feuerbake. Das gelb getünchte Gebäude aus rotem Backstein besitzt einen quadratischen, gelb verklinkerten Turm. An dessen Spitze befindet sich eine Dachplattform mit einer runden Laterne. Die Südseite des Turms ziert das Monogramm des dänischen Königs Friedrich VI. Benannt ist er nach Friedrichs Gattin Königin Marie Sophie Friederike. Ob das Paar zur Einweihung anwesend war, ist unklar. Nach dem Deutsch-Dänischen Krieg 1866 wurden Schleswig und Holstein und damit auch Fehmarn, schließlich von Preußen formell annektiert und bildeten seit 1867 zusammen die preußische Provinz Schleswig-Holstein. In dieser Periode ist die deutsche Küste fortschreitend regelrecht befeuert worden. 1877 wurde die Marienleuchte mit einer neuen Optik in preußischen Dienst gestellt worden.
Neben den optischen Signalen verfügte der Turm auch über eine akustische Warnanlage (Nebelhorn). Ab 1879 diente eine Pressluftsirene und nach 1930 ein elektrischer Membransender als Schallerzeuger.
Das Ensemble aus Leuchtturm, Wirtschaftsgebäude und Stall wurde 1967 außer Dienst gestellt und in die Liste der Kulturdenkmale auf Fehmarn aufgenommen. Das Gelände war nicht mehr zugänglich und die Gebäude verfielen zusehends. Nach deren Verkauf haben im Frühjahr 2023 die Bauarbeiten für das Ferienimmobilienprojekt „BeltBlick Fehmarn“ begonnen. Das Leuchtturmgebäude soll dabei eingebunden werden.

## Der neue Turm

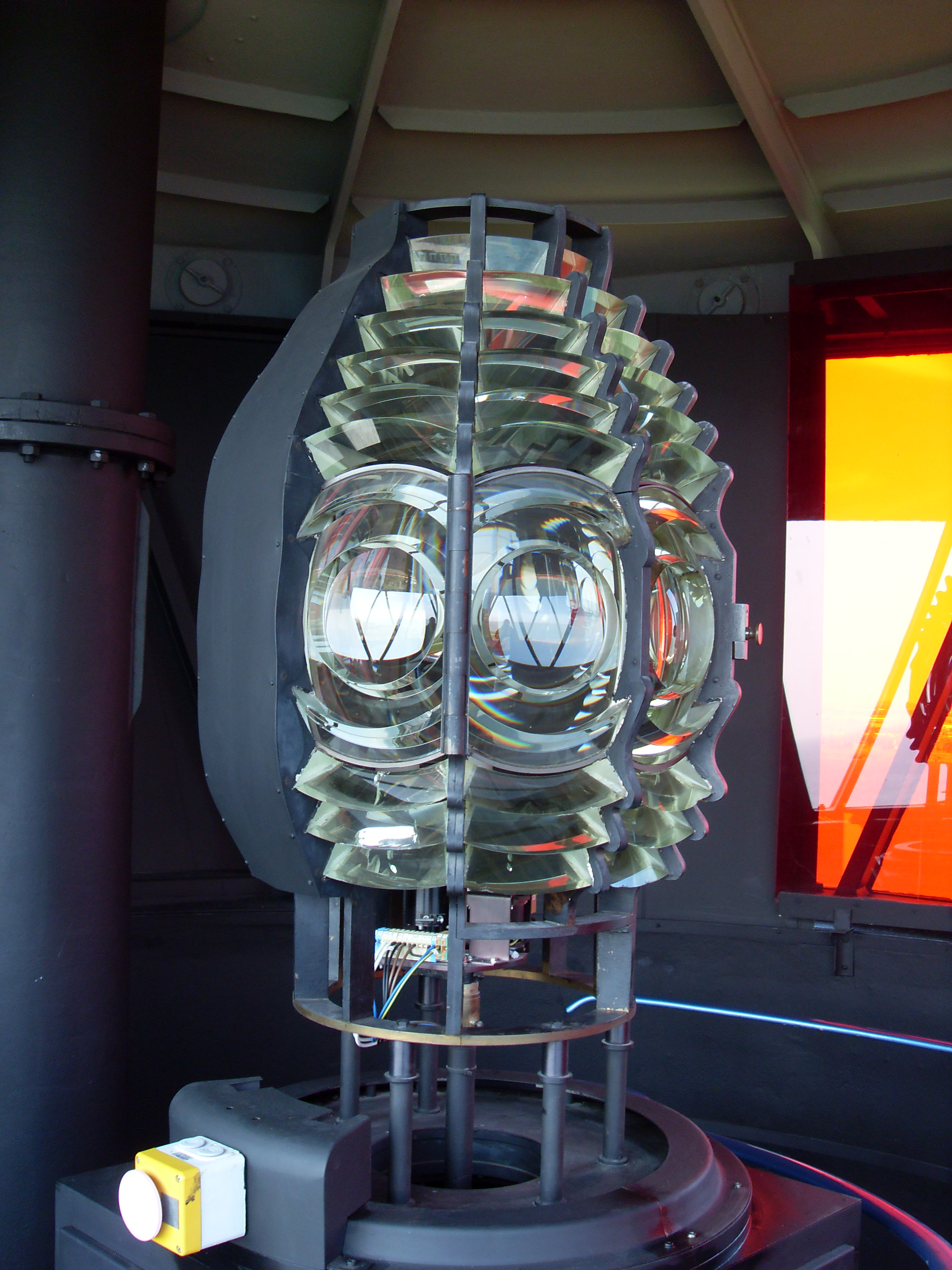
Fresnel-Linse aus dem Jahr 1875

Mit dem zunehmenden Verkehr auf der Vogelfluglinie und im Fehmarnbelt reichte der alte Turm nicht mehr aus. 1964 wurde ein neuer Turm etwa 160 Meter nördlich aus Stahlbeton errichtet. Zum Schutz gegen die Witterung wurde er mit roten und weißen Hartfaserzementplatten verkleidet. Das Leuchtfeuer ist mit einer drehbaren Linsenleuchte ausgerüstet und erzeugt eine Lichtstärke von 722250 Candela mit einer 400 Watt Lampe. Die Fresnel-Linse stammt aus dem Jahr 1875 und wurde aus dem alten Turm übernommen. Der Leuchtturm hat zwei rote Warnsektoren (Puttgardenriff und Querverkehr über den Kiel-Ostsee-Weg) sowie zwei weiße Orientierungssektoren; ein Dieselaggregat im Nebengebäude stellt die Notstromversorgung sicher. Für Wartung und Unterhalt des Turms ist das Wasserstraßen- und Schifffahrtsamt Ostsee zuständig, die Funktion wird von der Verkehrszentrale Travemünde überwacht und ferngesteuert.

## Sonstiges
Auf dem Gelände befindet sich weiterhin eine Pegelmessstelle des Wasser- und Schifffahrtsamtes und eine ODL-Sonde zur Überwachung der Umweltradioaktivität vom Bundesamt für Strahlenschutz. In direkter Nachbarschaft des Leuchtturms befindet sich die Außenstelle der Marinefernmeldestelle 722 - Marienleuchte (Fehmarn) der Bundeswehr.